# Albert Serra

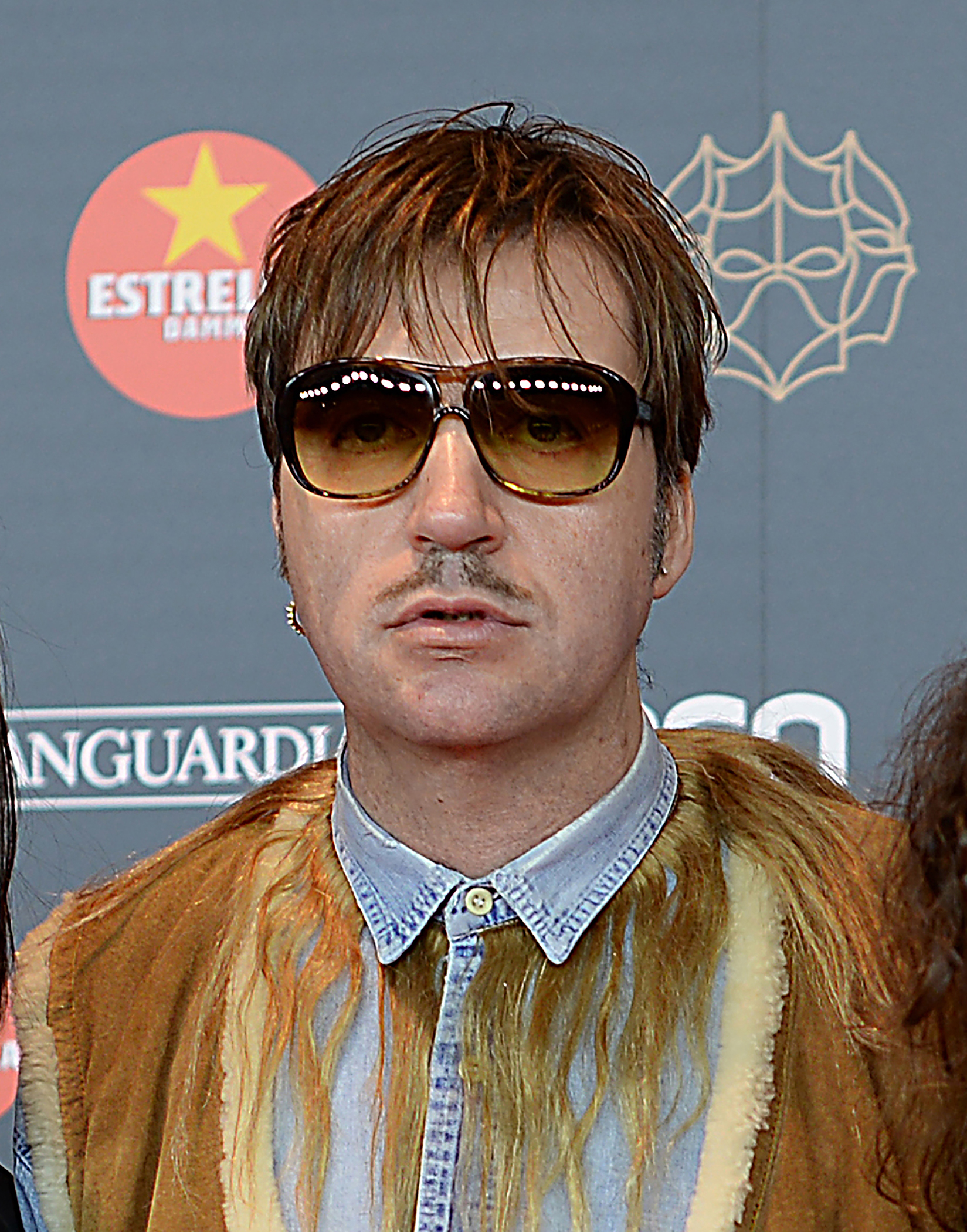
Albert Serra (2020)

Albert Serra Juanola [əɫˈβɛrt ˈsɛrə] (* 9. Oktober 1975 in Banyoles, Provinz Girona) ist ein spanischer Filmregisseur und Videokünstler.

## Leben und Werk
Albert Serra wurde am 9. Oktober 1975 in Banyoles geboren. Er studierte Literaturtheorie und Komparatistik an der Universität Barcelona. Er wurde 2006 promoviert. Serra arbeitet in den Bereichen Film, Installation, Theater und Performance.
Auf Einladung der dOCUMENTA (13) realisierte Albert Serra den Film Els tres porquets (dt. Die drei kleinen Schweinchen). An jedem der 100 Ausstellungstage drehte er, nachmittags schnitt er. Abends wurden die Aufnahmen des Tages und des Vortages gezeigt. „Der Text ist drei Vorlagen entnommen: den Gesprächen Goethes mit seinem Assistenten, dem Schriftsteller Johann Peter Eckermann; Hitlers „Tischgesprächen“, einer Reihe von Monologen und Unterhaltungen im Führerhauptquartier zwischen Hitler und Mitgliedern seines inneren Kreises während der Jahre 1941 bis 1944; sowie verschiedene Interviews mit dem Filmemacher Fassbinder und Artikeln von ihm.“
2013 wurde Serra für seinen Film Geschichte meines Todes mit dem Goldenen Leoparden auf dem Locarno Festival ausgezeichnet. In seinem 2016 veröffentlichtem Film Der Tod von Ludwig XIV. verfilmte er das Sterben von Ludwig XIV. mit Jean-Pierre Léaud in der Titelrolle, hierfür erhielt Serra ebenfalls positive Kritiken. Mittelmäßig bis negativ wurde dagegen sein selbstgeschriebenes Stück Liberté aufgenommen, das im Frühjahr 2018 an der Berliner Volksbühne seine Premiere hatte, unter anderem mit Ingrid Caven und Helmut Berger in der Besetzung. Die Veröffentlichung der Verfilmung von Liberté erfolgte 2019.
Im Jahr 2022 wurde Serra für seinen Spielfilm Pacifiction erstmals in den Wettbewerb um die Goldene Palme des Filmfestivals von Cannes eingeladen. Zwei Jahre später wurde er in die Wettbewerbsjury der 74. Berlinale eingeladen.
Im Sommer 2025 wurde Serra Mitglied der Academy of Motion Picture Arts and Sciences.

## Filmografie (Auswahl)
- 2006: Ehre der Ritter (Honor de cavalleria) – Internationale Filmfestspiele von Cannes
- 2008: Der Gesang der Vögel (El cant dels ocells) – Internationale Filmfestspiele von Cannes
- 2011: Die Namen Christi (Els Noms de Crist) – Locarno Festival
- 2011: Der Herr hat Wunder in mir gewirkt (El senyor ha fet en mi meravelles) – Filmfestival Locarno, Auszeichnung: LUMA Award
- 2013: Geschichte meines Todes (Història de la meva mort) – Locarno Festival, Auszeichnung: Goldener Leopard für den besten Film
- 2015: Singularität (La singularitat) – Filminstallation, 56. Biennale di Venezia
- 2016: Der Tod von Ludwig XIV. (La mort de Louis XIV) – Auszeichnung: Special Feroz Award
- 2018: Der Sonnenkönig (Roi Soleil) – FIDMarseille, Auszeichnung: Best Film Award (zusammen mit Dora Garcías Second Time Around)
- 2019: Liberté
- 2022: Pacifiction (Pacifiction – Tourment sur les îles)
- 2024: Tardes de soledad – Internationales Filmfestival von San Sebastián, Auszeichnung: Goldene Muschel (Hauptpreis der Jury)